# Ван Цзюнься
Ван Цзюнься  (кит.: 王 軍霞, 9 січня 1963) — китайська легкоатлетка, олімпійська чемпіонка.

## Виступи на Олімпіадах
| Олімпіада    | Дисципліна           | Місце |
| ------------ | -------------------- | ----- |
| Атланта 1996 | біг на 5000 метрів   | 1     |
| Атланта 1996 | біг на 10 000 метрів | 2     |